# Cloezia
Cloezia é um género botânico pertencente à família Myrtaceae, cujas espécies são endémicas da Nova Caledónia. São plantas arborescentes ou arbustivas. Têm folhas opostas. As flores são pequenas, solitárias ou agrupadas em  cimeiras terminais ou axilares. Cada flor tem cinco pétalas e cinco sépalas livres. O androceu é composto por 16 a 28 estames, também livres e com o mesmo comprimento das pétalas e sépalas. O fruto tem a forma de uma cápsula dura que se abre em três partes e com sementes pouco numerosas, dispostas em uma ou duas filas.

## Espécies
- Cloezia angustifolia
- Cloezia aquarum
- Cloezia artensis
- Cloezia buxifolia
- Cloezia canescens
- Cloezia comptonii
- Cloezia deplanchei
- Cloezia floribunda
- Cloezia glaberrima
- Cloezia ligustrina
- Cloezia microphylla
- Cloezia morierei
- Cloezia sessilifolia
- Cloezia urdanetensis